# Cineast
Cineast, se poate defini profesionistul care lucrează în domeniul producției de film. Realizatorul de film - scenarist, regizor, artist - preferă numele de cineast  pentru că acesta se referă direct la activitatea lui, aceea de lucrător în domeniul creației de film.   
Se poate spune că primii cineaști au fost chiar inventatorii cinematografului, frații Auguste și Louis Lumière. Prin activitatea de a realiza acele filmulețe necesare primelor proiecții cinematografice, ei sunt de fapt scenariști, producători, regizori și operatori. Sunt primii documentariști și realizatori de jurnale de actualități.
Insă cel care se definește ca un profesionist al filmului de ficțiune este Georges Méliès. Este primul care realizează o producție de film după un scenariu, coordonată de un regizor într-un studio cinematografic.
(Sursa de informare: "Istoria cinematografului" de Georges Sadoul)